# Hadzhídimovo
Hadzhídimovo (en búlgaro: Хаджѝдимово) es una ciudad de Bulgaria, capital del municipio homónimo en la provincia de Blagóevgrad.

## Geografía
Se encuentra a una altitud de 472 m s. n. m. a 220 km de la capital nacional, Sofía.

## Toponimia
Hazhídimovo lleva el nombre por el izquierdista de la Organización Interna Revolucionaria de Macedonia, el revolucionario Dimo Hadzhidimov.

## Demografía
Según estimación 2012 contaba con una población de 2 610 habitantes.
|         | 2004  | 2005  | 2006  | 2007  | 2008  | 2009  | 2010  |
| Mujeres | 1 389 | 1 384 | 1 370 | 1 349 | 1 342 | 1 338 | 1 309 |
| Varones | 1 369 | 1 351 | 1 353 | 1 338 | 1 343 | 1 319 | 1 301 |
| Total   | 2 758 | 2 735 | 2 723 | 2 687 | 2 685 | 2 657 | 2610  |